# Gonichthys cocco
Gonichthys cocco és una espècie de peix de la família dels mictòfids i de l'ordre dels mictofiformes.

## Morfologia
- Els mascles poden assolir 6 cm de longitud total.[3][4]

## Depredadors
A les Illes Açores és depredat per Beryx splendens i Phycis phycis.

## Hàbitat
És un peix marí i d'aigües profundes que viu entre 0-1.000 m de fondària.

## Distribució geogràfica
Es troba a l'Atlàntic oriental (des de Portugal fins a Libèria, i des d'Angola fins a Sud-àfrica), la Mediterrània oriental i l'Atlàntic occidental.